# Le ragazze (programma televisivo)
Le ragazze è un programma televisivo italiano di genere documentario in onda su Rai 3 dal 30 maggio 2016.
Dal 30 maggio all'11 febbraio 2018 è andato in onda per due edizioni senza conduzione, poi dal 28 ottobre 2018 al 9 novembre 2019 è stato condotto da Gloria Guida, dal 25 settembre 2020 al 1º luglio 2021 è andato in onda nuovamente per due edizioni senza conduzione, mentre dal 10 aprile 2023 la conduzione è passata a Francesca Fialdini.

## Il programma
Il programma racconta, attraverso interviste e testimonianze, episodi della storia italiana del XX secolo raccontati dal punto di vista di donne diverse per provenienza, estrazione sociale, istruzione e opinioni.

### Il format
La prima edizione, intitolata Le ragazze del '46, è stata trasmessa in occasione del settantesimo anniversario del suffragio femminile in Italia. La seconda edizione, intitolata Le ragazze del '68, ha come protagoniste donne che vissero il movimento del 1968. La terza edizione, che vede la novità dell'inserimento di Gloria Guida come conduttrice, vede invece racconti di donne nate dagli anni quaranta agli anni novanta. La sesta edizione non ha più una conduttrice e ha continuato ad affrontare storie di donne che sono state ventenni negli anni quaranta, cinquanta, sessanta, settanta, ottanta e novanta.

## Edizioni
| Edizione | Anno | Titolo del programma | Conduzione         | Periodo           | Periodo          | Puntate  | Puntate  | Regia                 | Regia                 |
| Edizione | Anno | Titolo del programma | Conduzione         | Inizio            | Fine             | Regolari | Speciali | Regia                 | Regia                 |
| -------- | ---- | -------------------- | ------------------ | ----------------- | ---------------- | -------- | -------- | --------------------- | --------------------- |
| 1ª       | 2016 | Le ragazze del '46   | Non presente       | 30 maggio 2016    | 3 giugno 2016    | 5        | –        | Riccardo Mastropietro | Riccardo Mastropietro |
| 2ª       | 2018 | Le ragazze del '68   | Non presente       | 7 gennaio 2018    | 11 febbraio 2018 | 6        | –        | Riccardo Mastropietro | Riccardo Mastropietro |
| 3ª       | 2018 | Le ragazze           | Gloria Guida       | 28 ottobre 2018   | 2 dicembre 2018  | 6        | –        | Riccardo Mastropietro | Riccardo Mastropietro |
| 4ª       | 2019 | Le ragazze           | Gloria Guida       | 20 gennaio 2019   | 17 febbraio 2019 | 5        | –        | Riccardo Mastropietro | Riccardo Mastropietro |
| 5ª       | 2019 | Le ragazze           | Gloria Guida       | 5 ottobre 2019    | 9 novembre 2019  | 6        | –        | Riccardo Mastropietro | Riccardo Mastropietro |
| 6ª       | 2020 | Le ragazze           | Non presente       | 25 settembre 2020 | 9 ottobre 2020   | 3        | –        | Riccardo Mastropietro | Riccardo Mastropietro |
| 7ª       | 2021 | Le ragazze           | Non presente       | 17 giugno 2021    | 1º luglio 2021   | 3        | –        | Riccardo Mastropietro | Riccardo Mastropietro |
| 8ª       | 2023 | Le ragazze           | Francesca Fialdini | 10 aprile 2023    | 29 maggio 2023   | 6        | 1        | Riccardo Mastropietro | Riccardo Mastropietro |
| 9ª       | 2024 | Le ragazze           | Francesca Fialdini | 13 aprile 2024    | 4 maggio 2024    | 4        | –        | Riccardo Mastropietro | Riccardo Mastropietro |
| 10ª      | 2024 | Le ragazze           | Francesca Fialdini | 1º ottobre 2024   | 22 ottobre 2024  | 4        | –        | Riccardo Mastropietro | Antonio Miorin        |
| 11ª      | 2025 | Le ragazze           | Francesca Fialdini | 18 febbraio 2025  | 25 marzo 2025    | 6        | –        | Riccardo Mastropietro | Marcello Orlando      |

## Puntate e ascolti

### Prima edizione (2016)
La prima edizione si intitolava Le ragazze del '46.
| Puntata | Messa in onda  | Ospiti              | Ascolti        | Ascolti |
| Puntata | Messa in onda  | Ospiti              | Telespettatori | Share   |
| ------- | -------------- | ------------------- | -------------- | ------- |
| 1       | 30 maggio 2016 | –                   | 967 000        | 4,36%   |
| 2       | 31 maggio 2016 | Marisa e Rosa       | 879 000        | 4,16%   |
| 3       | 1º giugno 2016 | Concetta e Carolina | 735 000        | 3,67%   |
| 4       | 2 giugno 2016  | Liliana e Alberta   | 1 070 000      | 5,24%   |
| 5       | 3 giugno 2016  | Dora e Carla        | 1 215 000      | 5,89%   |
| Media   | Media          | Media               | 973 000        | 4,66%   |

### Seconda edizione (2018)
La seconda edizione si intitolava Le ragazze del '68.
| Puntata | Messa in onda    | Ospiti                                                                                     | Ascolti        | Ascolti |
| Puntata | Messa in onda    | Ospiti                                                                                     | Telespettatori | Share   |
| ------- | ---------------- | ------------------------------------------------------------------------------------------ | -------------- | ------- |
| 1       | 7 gennaio 2018   | Gabriella Belloni (fotoreporter, testimone del concerto dell'Isola di Wight), Bice Biagi   | 1 361 000      | 5,30%   |
| 2       | 14 gennaio 2018  | Lidia Ravera, Anna Zamboni                                                                 | 1 332 000      | 5,10%   |
| 3       | 21 gennaio 2018  | Vanda Vannacci (operaia tessile), Annamaria Bernardini de Pace                             | 1 550 000      | 5,80%   |
| 4       | 28 gennaio 2018  | Emanuela Moroli (giornalista), Mita Medici                                                 | 1 434 000      | 5,4%    |
| 5       | 4 febbraio 2018  | Giuliana Muleddo (casalinga, nata in una famiglia numerosa), Maurizia Giusti (Syusy Blady) | 1 296 000      | 5,00%   |
| 6       | 11 febbraio 2018 | Ritanna Armeni, Maura Fabbri                                                               | 1 279 000      | 4,90%   |
| Media   | Media            | Media                                                                                      | 1 375 000      | 5,25%   |

### Terza edizione (2018)
| Puntata | Messa in onda    | Ospiti | Ascolti        | Ascolti |
| Puntata | Messa in onda    | Ospiti | Telespettatori | Share   |
| ------- | ---------------- | --- | -------------- | ------- |
| 1       | 28 ottobre 2018  | Sultana Razon Veronesi (medico pediatra e vedova di Umberto Veronesi, sopravvissuta al campo di concentramento di Bergen-Belsen), Laura Efrikian, Armanda De Angelis (operaia sindacalista), Sara Simeoni, Marcella Stagno (redattrice di Radio Aut al fianco di Peppino Impastato), Greta Maffioletti (ventiduenne, studentessa di Diritto dell'Infanzia)                                 | 1 053 000      | 4,50%   |
| 2       | 4 novembre 2018  | Silvana Galli (donna che ebbe un figlio da un soldato afroamericano delle truppe statunitensi di stanza a Viareggio durante la Seconda Guerra Mondiale), Tina Montinaro (vedova di Antonio Montinaro, capo-scorta del giudice Giovanni Falcone), Antonia dell'Atte, Edda Billi (poetessa femminista ripudiata giovanissima dalla sua famiglia per la sua omosessualità), Madeleine Fischer | 1 212 000      | 5,40%   |
| 3       | 11 novembre 2018 | Lea Pericoli, Liliana Casprini (votante per il referendum del 2 giugno 1946), Lidia Ravera, Anna Zamboni | 943 000        | 3,70%   |
| 4       | 18 novembre 2018 | Tina Costa (ex partigiana), Flavia Perina, Bruna Finetto (ex operaia e guidatrice di una rivolta nella sua fabbrica), Irene Grandi, Carmela Di Carlo (ragazza madre negli anni novanta), Sara Giacopello (volontaria e blogger) | 871 000        | 3,90%   |
| 5       | 25 novembre 2018 | Colomba Greci (ex-balia), Simonetta Agnello Hornby, Silvana Aliotta, Marica Branchesi, Francesca Vecchioni (figlia di Roberto Vecchioni e attivista per i diritti del mondo LGBT), Adele Ravagnani (ex campionessa di judo affetta da sclerosi multipla) | 1 217 000      | 4,80%   |
| 6       | 2 dicembre 2018  | Luciana Castellina, Giovanna Marini, Rosa Oliva de Conciliis, Alba Parietti, Nadia Marano, Chiara Marcellucci | 893 000        | 3,90%   |
| Media   | Media            | Media | 1 032 000      | 4,37%   |

### Quarta edizione (2019)
| Puntata | Messa in onda    | Ospiti | Ascolti        | Ascolti |
| Puntata | Messa in onda    | Ospiti | Telespettatori | Share   |
| ------- | ---------------- | --- | -------------- | ------- |
| 1       | 20 gennaio 2019  | Silva Manicardi (ex mondina), Piera Degli Esposti, Antonietta Voci, Caterina Piretti (Katiuscia), Mirella Parachini, Enrica Tinelli | 1 383 000      | 6,40%   |
| 2       | 27 gennaio 2019  | Elena Ottolenghi, Angela Buttiglione, Eleonora Brown, Eleonora Bagarotti, Elena Cattaneo, Vittoria Medici                           | 1 078 000      | 4,70%   |
| 3       | 3 febbraio 2019  | Isa Barzizza, suor Paola D'Auria, Albalisa Sampieri, Mietta, Maria Luisa Iavarone, Roberta Battistoni                               | 1 313 000      | 5,80%   |
| 4       | 10 febbraio 2019 | Dacia Maraini, Livia Filippucci, Novella Calligaris, Maria Di Carlo                                                                 | 1 164 000      | 4,60%   |
| 5       | 17 febbraio 2019 | Cecilia Mangini, Livia Pomodoro, Cesarina Marchetti, Teresa Ciabatti, Simona Anedda, Giovanna Bruno                                 | 1 171 000      | 5,20%   |
| Media   | Media            | Media | 1 221 000      | 5,34%   |

### Quinta edizione (2019)
| Puntata | Messa in onda   | Ospiti                                                                                                  | Ascolti        | Ascolti |
| Puntata | Messa in onda   | Ospiti                                                                                                  | Telespettatori | Share   |
| ------- | --------------- | --- | -------------- | ------- |
| 1       | 5 ottobre 2019  | Liliana Del Monte, Lina Sotis, Fernanda Dell'Acqua, Adriana Valles, Marisa Laurito, Deborah Tramentozzi | 949 000        | 4,92%   |
| 2       | 12 ottobre 2019 | Maria Perego, Benedetta Murachelli, Maria Pia Di Meo, Susanna Camusso, Roberta Pedon, Ginevra Vaggelli  | 1 364 000      | 8,06%   |
| 3       | 19 ottobre 2019 | Isa Bellini, Vera Pegna, Giannola Nonino, Michela Murgia, Valeria Imbrogno, Marilisa Del Vecchio        | 865 000        | 4,54%   |
| 4       | 26 ottobre 2019 | Carla Cenacchi, Sabrina Salerno, Emma Marcegaglia, Paola Gassman, Nicoletta Sanna, Martina Fagioli      | 1 166 000      | 6,08%   |
| 5       | 2 novembre 2019 | Giosetta Fioroni, Nora Rizzi, Gigliola Cinquetti, Antonia Klugmann, Daniela Manzitti, Flavia Rizza      | 1 114 000      | 5,47%   |
| 6       | 9 novembre 2019 | Elena Marinucci, Renata Arzani, Rosanna Vaudetti, Cecilia Gasdia, Debora Corbi, Maria Cerbone           | 1 068 000      | 5,61%   |
| Media   | Media           | Media                                                                                                   | 1 088 000      | 5,78%   |

### Sesta edizione (2020)
| Puntata | Messa in onda     | Ospiti | Ascolti        | Ascolti |
| Puntata | Messa in onda     | Ospiti | Telespettatori | Share   |
| ------- | ----------------- | --- | -------------- | ------- |
| 1       | 25 settembre 2020 | Franca Cangogni, Adua Veroni, Luciana Romoli, Monica Guerritore, Letizia Lopez, Elisa Marconi                   | 663 000        | 3,00%   |
| 2       | 2 ottobre 2020    | Anna Maria Novaretti, Barbara Boncompagni, Ilaria Capua, Viviana Vazza, Giacinta Francione, Alessandra Clemente | 847 000        | 3,79%   |
| 3       | 9 ottobre 2020    | Susanna Egri, Rita dalla Chiesa, Niella Penso, Valeria Parrella, Francesca Di Marco, Veronica D'Ascenzo         | 836 000        | 3,63%   |
| Media   | Media             | Media | 782 000        | 3,47%   |

### Settima edizione (2021)
| Puntata | Messa in onda  | Ospiti | Ascolti        | Ascolti |
| Puntata | Messa in onda  | Ospiti | Telespettatori | Share   |
| ------- | -------------- | --- | -------------- | ------- |
| 1       | 17 giugno 2021 | Teresa Vergalli, Stefania Casini, Maria Pia Marroni, Milena Bertolini, Elisabetta Lachina, Diletta Bellotti       | 939 000        | 4,80%   |
| 2       | 24 giugno 2021 | Maria Pollacci, Anna Fendi, Teresa Procaccini, Rosy Bindi, Maura Tirillò, Giada Arena                             | 897 000        | 5,05%   |
| 3       | 1º luglio 2021 | Leonetta Marcotulli, Simonetta Matone, Grazia Di Michele, Tiziana Ferrario, Carmelina Rotundo, Mariana Dos Santos | 986 000        | 5,45%   |
| Media   | Media          | Media | 941 000        | 5,10%   |

### Ottava edizione (2023)
| Puntata | Messa in onda  | Ospiti                                                                                  | Ascolti        | Ascolti |
| Puntata | Messa in onda  | Ospiti                                                                                  | Telespettatori | Share   |
| ------- | -------------- | --------------------------------------------------------------------------------------- | -------------- | ------- |
| 1       | 10 aprile 2023 | Adriana Asti, Angela "Lillina" Caputo (commerciante al dettaglio)                       | 762 000        | 7,30%   |
| 2       | 17 aprile 2023 | Alberta Basaglia (figlia di Franco Basaglia), Clelia Bendandi (speaker di radio libere) | 809 000        | 7,11%   |
| 3       | 24 aprile 2023 | Cristina Cattaneo (medico legale), Luisella Costamagna                                  | 657 000        | 5,09%   |
| 4       | 8 maggio 2023  | Cristina Comencini, Mabel Bocchi                                                        | 628 000        | 5,12%   |
| 5       | 22 maggio 2023 | Martina Colombari, Tiziana Russo (sorella di Marta Russo)                               | 955 000        | 7,80%   |
| 6       | 29 maggio 2023 | Antonietta Porcelli (commessa), Barbara Alberti                                         | 844 000        | 7,10%   |
| Media   | Media          | Media                                                                                   | 776 000        | 6,59%   |

#### Speciali in prima serata
| Messa in onda  | Ospiti | Ascolti        | Ascolti |
| Messa in onda  | Ospiti | Telespettatori | Share   |
| -------------- | --- | -------------- | ------- |
| 27 maggio 2023 | Yvonne Girardello (prima hostess italiana), Albertina Gasparoni (segretaria di Aldo Moro, Giovanni Leone e Sandro Pertini), Graziella Pera (costumista e scenografa), Edda Dell'Orso, Maria Caruso (lavandaia) | 951 000        | 6,38%   |

### Nona edizione (2024)
| Puntata | Messa in onda  | Ospiti | Ascolti        | Ascolti |
| Puntata | Messa in onda  | Ospiti | Telespettatori | Share   |
| ------- | -------------- | --- | -------------- | ------- |
| 1       | 13 aprile 2024 | Rosanna Bonelli, Claudia Beltramo Ceppi (attivista legata allo scandalo della rivista La Zanzara), Minnie Minoprio, Clizia Gurrado, Marina Comandini (fumettista, compagna di Andrea Pazienza), Giovanni Veronesi              | 545 000        | 3,42%   |
| 2       | 20 aprile 2024 | Mira Micozzi (figlia di una vittima dell'eccidio delle Fosse Ardeatine), Maria Grazia Calandrone, Paola Di Francescantonio (dj), Teresa De Sio, Maria Luisa Franchi (interprete di Lingua dei segni italiana), Stefano Massini | 680 000        | 4,12%   |
| 3       | 27 aprile 2024 | Franca Re Dionigi (elettricista), Ottavia Piccolo, Rosella Orlandi (pescatrice), Tiziana Luxardo (fotografa), Luigia Vecchiet (fondatrice del primo gruppo punk rock italiano di sole donne), Giancarlo De Cataldo             | 641 000        | 3,95%   |
| 4       | 4 maggio 2024  | Elvia Figliuolo, Leontine Snell (ballerina), Venere Scaranna (vigile urbano), Veronica Lucchesi, Marina Cuollo (scrittrice, speaker e attivista), Gianni Riotta                                                                | 658 000        | 4,09%   |
| Media   | Media          | Media | 628 000        | 3,88%   |

### Decima edizione (2024)
| Puntata | Messa in onda   | Ospiti | Ascolti        | Ascolti |
| Puntata | Messa in onda   | Ospiti | Telespettatori | Share   |
| ------- | --------------- | --- | -------------- | ------- |
| 1       | 1º ottobre 2024 | Filomena Iemma (madre di Elisa Claps), Oriella Dorella, Elisabetta Canitano (ginecologa), Marina Gamberini (sopravvissuta alla strage di Bologna), Paola Manfrin (ex valletta televisiva) | 665 000        | 3,47%   |
| 2       | 8 ottobre 2024  | Brunella Tocci, Simona Marchini, Maria Bordiga (pastora), Cinzia Pierantonelli (docente universitaria), Nadia Buoso (bigliettaia del Gran Teatro La Fenice)                               | 782 000        | 4,16%   |
| 3       | 15 ottobre 2024 | Luciana Rossi (ristoratrice), Paola Lucidi (PR), Maria Lucia Alonzi (ciambellaia), Marta Maragno (istruttrice di fuoristrada), Afsoon Neginy                                              | 772 000        | 4,20%   |
| 4       | 22 ottobre 2024 | Rosetta Martinez (cardiologa), Giovanna Nocetti, Rosanna Marani, Sveva Casati Modignani, Imelda Sterzi (postina)                                                                          | 592 000        | 3,09%   |
| Media   | Media           | Media | 703 000        | 3,73%   |

### Undicesima edizione (2025)
| Puntata | Messa in onda    | Ospiti | Ascolti        | Ascolti |
| Puntata | Messa in onda    | Ospiti | Telespettatori | Share   |
| ------- | ---------------- | --- | -------------- | ------- |
| 1       | 18 febbraio 2025 | Sandra Gilardelli (partigiana), Barbara Piattelli (vittima di sequesto di persona), Elisabetta Viviani, Simonetta Gianfelici (modella), Eva Meksi (immigrata dall'Albania sulla Vlora)      | 628 000        | 3,31%   |
| 2       | 25 febbraio 2025 | Antonietta Chetta (esperta di piante medicinali), Cinzia Leone, Renata Morselli (venditrice di dischi), Sandra Rizzi (paracadutista), Wilma Goich                                           | 591 000        | 3,00%   |
| 3       | 4 marzo 2025     | Luisa Maragliano, Piera Detassis, Saverina Davoli (gruista), Anna Maria Matarrese (artigiana di Alberobello), Ida Castiglioni (velista)                                                     | 659 000        | 3,48%   |
| 4       | 11 marzo 2025    | Cristina Marella (domestica), Paola Pieri (emigrata italiana in Australia e tatuatrice), Rosaria Nuzzo (ufficiale marittimo sulla Achille Lauro), Elena Cotta, Nazzarena Graziani (bidella) | 644 000        | 3,37%   |
| 5       | 18 marzo 2025    | Marisa Mariotti (albergatrice), Ida Montanari (truccatrice), Felice Antonini (membro di famiglia Giusta tra le nazioni e commessa), Benedetta Tobagi, Mariafelicia Carraturo (sub)          | 702 000        | 3,89%   |
| 6       | 25 marzo 2025    | Agnese Laurenza (sarta), Paola Di Nicola Travaglini (magistrato), Simona Zanini, Luigia Carlucci Aiello, Giovannina Orsino (titolare di lavanderia a Sanremo)                               | 720 000        | 3,96%   |
| Media   | Media            | Media | 657 000        | 3,50%   |

## Audience
| Edizione | Rete televisiva | Anno | Stagione         | Programmazione | Programmazione | Programmazione | Programmazione | Programmazione | Programmazione | Programmazione    | Collocazione | Media auditel  | Media auditel | Premiere       | Premiere  | Finale         | Finale |
| Edizione | Rete televisiva | Anno | Stagione         | L              | M              | M              | G              | V              | S              | D                 | Collocazione | Telespettatori | Share         | Telespettatori | Share     | Telespettatori | Share  |
| -------- | --------------- | ---- | ---------------- | -------------- | -------------- | -------------- | -------------- | -------------- | -------------- | ----------------- | ------------ | -------------- | ------------- | -------------- | --------- | -------------- | ------ |
| 1ª       | Rai 3           | 2016 | primavera        |                |                |                |                |                |                |                   | Preserale    | 973 000        | 4,66%         | 967 000        | 4,36%     | 1 215 000      | 5,89%  |
| 2ª       | Rai 3           | 2018 | inverno          |                |                |                |                |                |                | Access prime time | 1 375 000    | 5,25%          | 1 361 000     | 5,30%          | 1 279 000 | 4,90%          |        |
| 3ª       | Rai 3           | 2018 | autunno          | Prima serata   | 1 032 000      | 4,37%          | 1 053 000      | 4,50%          | 893 000        | 3,90%             |              |                |               |                |           |                |        |
| 4ª       | Rai 3           | 2019 | inverno          | Prima serata   | 1 221 000      | 5,34%          | 1 383 000      | 6,40%          | 1 171 000      | 5,20%             |              |                |               |                |           |                |        |
| 5ª       | Rai 3           | 2019 | autunno          | Prima serata   |                |                | 1 088 000      | 5,78%          | 949 000        | 4,92%             | 1 068 000    | 5,61%          |               |                |           |                |        |
| 6ª       | Rai 3           | 2020 | autunno          | Prima serata   |                |                | 782 000        | 3,47%          | 663 000        | 3,00%             | 836 000      | 3,63%          |               |                |           |                |        |
| 7ª       | Rai 3           | 2021 | primavera-estate | Prima serata   |                |                | 941 000        | 5,10%          | 939 000        | 4,80%             | 986 000      | 5,45%          |               |                |           |                |        |
| 8ª       | Rai 3           | 2023 | primavera        |                |                | Seconda serata | 776 000        | 6,59%          | 762 000        | 7,30%             | 844 000      | 7,10%          |               |                |           |                |        |
| 8ª       | Rai 3           | 2023 | primavera        |                |                | Prima serata   | 951 000        | 6,38%          | –              | –                 | –            | –              |               |                |           |                |        |
| 9ª       | Rai 3           | 2024 | primavera        | 628 000        | 3,88%          | Prima serata   | 545 000        | 3,42%          | 658 000        | 4,09%             |              |                |               |                |           |                |        |
| 10ª      | Rai 3           | 2024 | autunno          |                |                | Prima serata   | 703 000        | 3,73%          | 665 000        | 3,47%             | 592 000      | 3,09%          |               |                |           |                |        |
| 11ª      | Rai 3           | 2025 | inverno          | 657 000        | 3,50%          | Prima serata   | 628 000        | 3,31%          | 720 000        | 3,96%             |              |                |               |                |           |                |        |